# Рю Мураками
Рю Мураками (на японски: 村上 龍) е японски писател, есеист и режисьор.

## Биография и творчество
Роден е на 19 февруари 1952 г. в град Сасебо, префектура Нагасаки, Япония. Той е един от най-популярните и противоречиви съвременни японски автори, своеобразното „лошо дете“ на постмодерната японска литература. Неговите романи обхващат и изследват човешката природа, преминаваща през разочарование, наркотици, сюрреализъм, убийства и войната в Япония. Първият му роман е под името „Почти прозрачно синьо“ (1976), история за група младежи, изгубили чувството за смисъл и потъващи все по-дълбоко в спирала от наркотици, рок музика и безразборен секс. С него Мураками печели едно от най-престижните литературни отличия в Япония, наградата „Акутагава“, и продава повече от милион екземпляра.
През 1980 г. излиза другия му роман „Децата от гаровия сейф“, който печели наградата Нома и е приет много добре от читатели и критика. Той затвърждава репутацията на Мураками като майстор на кинематографичното пресъздаване на разрушителния гняв и обезверението на едно поколение, търсещо своята идентичност в общество, в което колективното начало винаги е заставало над личното.
През 1980-те и 1990-те години Мураками се утвърждава като един от водещите литературни авторитети в Япония. Председател е на не едно литературно жури. Автор е на повече от 20 книги. Носител е на почти всички престижни литературни награди в Япония.

## Произведения
- Kagirinaku tōmei ni chikai burū (1976)
- Umi no Mukō de Sensō ga Hajimaru (1977)
- Koin rokkā beibīzu (1980)
Децата от гаровия сейф, изд.: „Жанет 45“, Пловдив (2013), прев. Мая Милева
- Daijōbu mai furendo (1983)
- Tenisu bōi no yūutsu (1985)
- 69 shikusutinain (1987)
- Ai to gensō no fashizumu (1987)
- Raffuruzu Hoteru (1989)
- Kokku sakkā burūsu (1991)
- Chōdendō naito kurabu (1991)
- Ibiza (1992)
- Nagasaki Oranda Mura (1992)
- Ekusutashī (1993)
- Fijī no kobito (1993)
- 368Y Par4 Dai-2-da (1993)
- Ongaku no Kaigan (1993)
- Shōwa Kayō Taizenshū (1994)
- Gofungo no Sekai (1994)
- Piercing (1994)
- Kyoko (1995)
- Hyūga Virus. Gofungo no Sekai II (1996)
- Merankoria (1996)
- Rabu & Poppu topāzu II (1996)
- Hajimete no Yoru. Nidome no Yoru. Saigo no Yoru (1996)
- Ōdishon (1997)
- Sutorenji deizu (1997)
- In za miso sūpu (1997)
- Rain (1998)
- Kyōseichū (2000)
- Kibō no kuni no ekusodasu (2000)
- Tanatosu (2001)
- The Mask Club (2001)
- Saigo no Kazoku (2001)
- Akuma no pasu Tenshi no gōru (2001)
- 2days 4girls. 2-nichikan de 4-nin no Onna to Sex suru Hōhō (2002)
- Hantō o De yo (2005)